# 草間秀雄

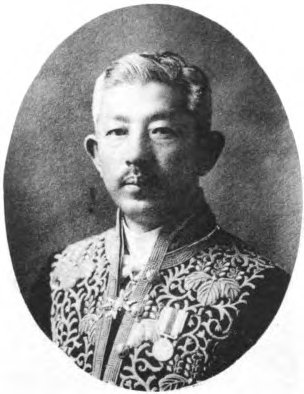
草間秀雄

草間 秀雄（くさま ひでお、1882年（明治15年）5月10日 - 1960年（昭和35年）8月30日）は、日本の大蔵官僚、弁護士。長崎市長。

## 経歴
福井県出身。1907年（明治40年）、東京帝国大学法科大学法律科を卒業し、大蔵属となり、高等文官試験に合格した。税務監督官補、税務監督局事務官、税務監督官、ロシア駐箚財務官、大蔵書記官、主税局国税課長、造幣局長、朝鮮総督府財務局長・朝鮮銀行監理官・東洋拓殖監理官を歴任した。
退官後の1931年（昭和6年）に長崎市長に選出され、1934年（昭和9年）まで務めた。
市長退任後は、満洲採金株式会社副理事長、同理事長に就任したほか、1938年（昭和13年）からは日本産金振興株式会社副社長を務めた。